# Kawasaki GPZ 900 R

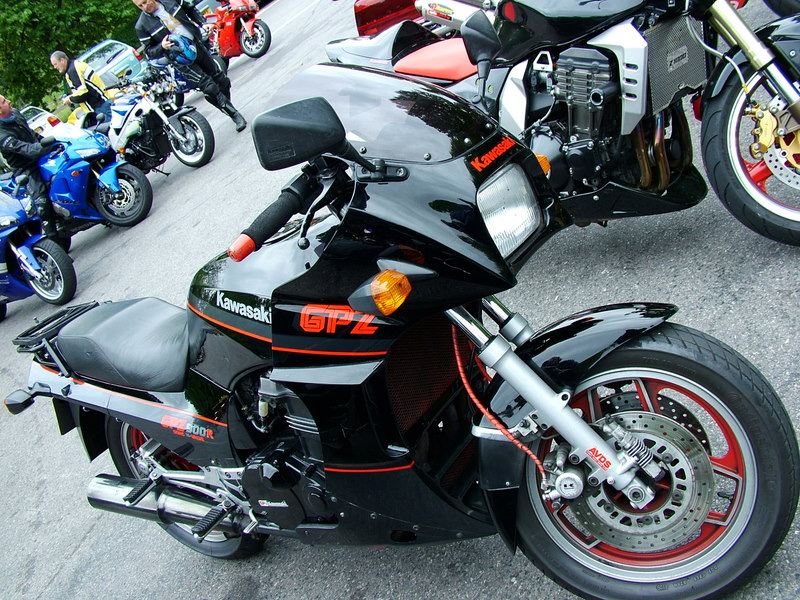
Kawasaki GPZ 900 R Ninja, Baujahr 1988

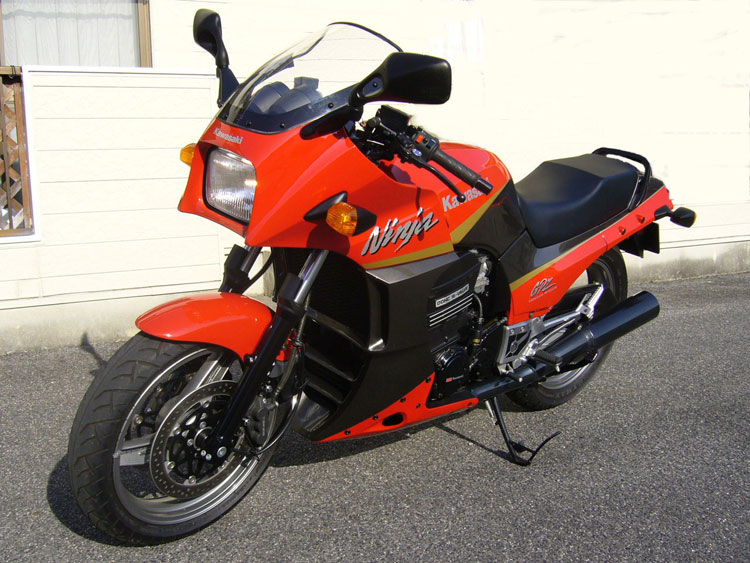
GPZ900R A16 Ninja; Baujahr 2003

Die Kawasaki GPZ 900 R ist ein Motorrad des japanischen Herstellers Kawasaki. Das damals als Superbike eingestufte Motorrad (heute eher als Sporttourer) wurde von 1984 (Modell A1) bis 1993 (Modell A10) in Deutschland verkauft. International wurde die GPZ 900 R als erstes Motorrad von Kawasaki auch mit dem Beinamen Ninja verkauft und bildete die Basis für eine Serie sportlicher Motorräder der Marke Kawasaki, die bis heute (Stand 2021) diesen Namen tragen. In Deutschland folgte 1989 ein Sondermodell „Limited Edition“. In Japan wurde das Fahrzeug bis ins Jahr 2003 (Modell A16) weiterentwickelt.
Das Nachfolgemodell war ab dem Jahr 1986 die Kawasaki GPZ 1000 RX, die häufig als zu schwer und unhandlich kritisiert wurde.

## Technik

### Leistungsdaten
Die Vorstellung war bereits 1983 auf der Rennstrecke Laguna Seca in Kalifornien. Tester aus allen Teilen der Welt waren voll des Lobes.
Der Motor ist ein Reihen-4-Zylinder, ein 4-Takt-Motor. Er hat 4 Ventile pro Zylinder. Diese werden gesteuert von 2 obenliegenden Nockenwellen DOHC. Es ist also ein 16-Ventiler, mit einem Hubraum von 908 cm3.
Die Maximalleistung unterscheidet sich je nach Ausführung, Land und Drosselung. Sie geht von 34 bis 115 PS bei 9500/min (In Deutschland gedrosselt auf 98 PS)
Das Drehmoment ist 85 Nm bei 8500/min (für die 100-PS-Variante)
Die Höchstgeschwindigkeit beträgt bis zu 240 km/h.
Der Motor ist flüssigkeitsgekühlt und wurde auch im 900er Modell der ZL-Reihe verbaut.
Das Tankvolumen ist mit 22 l langstreckentauglich. Der Motor ist auf Normalbenzin (ROZ 91) ausgelegt.
Das Getriebe verfügt über 6 Gangstufen.
Das Leergewicht (trocken) ist 228 kg.
Fahrfertig vollgetankt, mit Benzin, Motoröl und Kühlwasser kommen beim Modell 1984 beachtliche 257 kg auf die Waage.

### Neuentwicklungen
- Die Steuerkette wurde von Kawasaki von der Mitte des Zylinderblocks nach außen verlegt. Bis dahin war es üblich, bei einem Vierzylinder-Reihenmotor für Motorräder die Steuerkette für den Ventiltrieb zwischen dem zweiten und dritten Zylinder verlaufen zu lassen. Dadurch ergeben sich aber unterschiedliche Längen und Formen der einzelnen Einlass- und Auslasskanäle. Durch die Verlagerung der Steuerkette ganz nach außen ergaben sich für den Motor der GPZ 900 R für jeden der vier Zylinder gleiche Einlass- und Auslasskanäle. Durch die synchrone Einlass- und Auslassstruktur am Vergaser und Krümmer konnte die Leistung des 908 cm³ Motors gesteigert werden. Es gab noch weitere Vorteile der neuen Steuerkettenposition. Der Motor wurde etwas schmaler, weil die Steuerkette an der Außenseite weniger Platz einnimmt, als mitten im Zylinderblock.

Die Hinterradschwinge ist zentral im Rahmen gelagert und nicht, wie bis dahin üblich, an beiden äußeren Seiten. Zusammen mit der Luftunterstützung des Zentralfederbeins war dies ein Novum für Kawasaki. Zusätzlich ist die Hinterradschwinge über die Grundplatten der Fußrastenanlage mit dem Rahmen verbunden, um die nötige Steifigkeit zu erreichen. Der Vorteil dieser Lagerung der Hinterradschwinge ist, dass eine Endloskette am Motorrad eingebaut werden kann, ohne die Hinterradschwinge ausbauen zu müssen.
- Exzenter an der Hinterradschwinge: Erstmals wurde bei der GPZ 900 R die Hinterachse nicht direkt mit der Hinterradschwinge verschraubt, sondern über separate Exzenter, die wiederum in der Schwinge gelagert waren. Der Vorteil dieser Exzenter ist, dass die Kette gespannt werden konnte; dazu mussten nur die Schrauben der Steckachse gelockert werden.

## Außenwirkung
„Mit einem bemerkenswerten Doppelsieg beim anspruchsvollen Tourist-Trophy-Rennen auf der Isle of Man untermauerte Kawasaki bereits im Debütjahr 1984 die Leistungsfähigkeit des damals noch unbekannten Sporttourers. Dieser Erfolg begründete die heutige Ninja-Legende. Spätestens mit dem Film „Top Gun“ erlangten die giftgrünen Performance-Renner jedoch absoluten Kultstatus. Aufmerksamkeitsstark setzte Tom Cruise 1986 die Kawasaki GPZ 900 R in Szene. Ihn selbst machte Top Gun zum erfolgreichsten Hollywood-Star seiner Generation.“

## Problemstellen der Kawasaki GPZ 900 R
Der Steuerkettenspanner der ersten Modelle gilt als ein Problem der 900er Ninja. Hier hatte Kawasaki nachgebessert.
Das Kraftfahrtbundesamt zählte Ende 2013 noch 3.700 Maschinen.